# Open Architecture Network
Open Architecture Network è una libera comunità online, dedita allo sviluppo e al miglioramento delle condizioni di vita. È stata sviluppata da Architecture for Humanity dopo che uno dei fondatori, Cameron Sinclair, vinse nel 2006 il premio TED.
Lo scopo del progetto è quello di permettere ad architetti, designer, innovatori e leader della comunità di condividere le idee innovative e sostenibili, disegni e progetti. Vedere e rivedere i disegni inviati da altri. Collaborare tra loro, le persone in altre professioni e leader della comunità per affrontare le sfide di progettazione specifica. Gestire i progetti di design dal concept alla realizzazione. Proteggere i loro diritti di proprietà intellettuale con il Creative Commons.
La versione beta è stata lanciata al TED2007 l'8 marzo 2007. Poco dopo il lancio di AMD ha annunciato la sponsorizzazione del Challenge 2007 architettura aperta, un concorso di design aperto a sviluppare servizi per la tecnologia in via di sviluppo.